# ایالت اوسون
ایالت اوسون (به لاتین: Osun (state)) یک ایالت در نیجریه است که ۹٬۲۵۱ کیلومترمربع مساحت و ۲٬۲۰۳٬۰۱۶ نفر جمعیت دارد.